# Rizla+

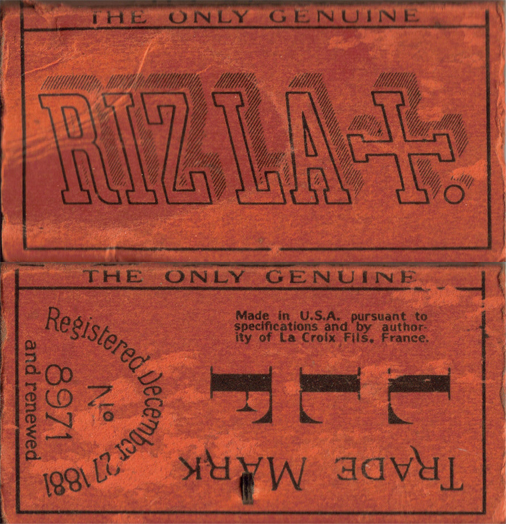
Confezione dell'inizio del XX secolo di Rizla

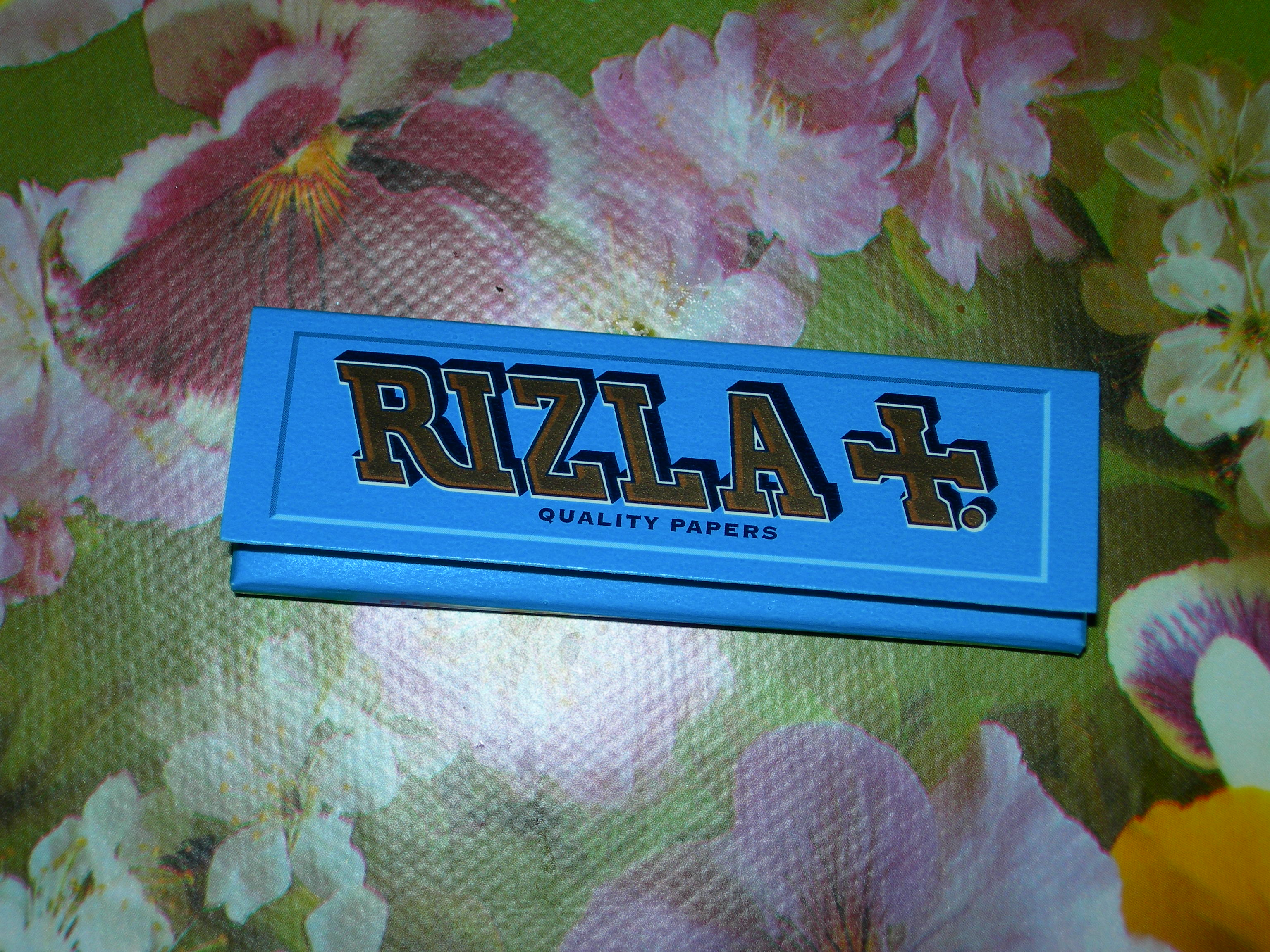
Confezione cartine Rizla "corte" vendute in Italia (2008)

Rizla+ è una marca di cartine per sigarette.

## Storia
Pierre Lacroix fu ispirato per primo nella produzione di cartine quando, nell'anno 1532, scambiò della carta con una bottiglia di buon champagne e realizzò il potenziale mercato su cui costruire la sua fortuna. Nel 1660 la famiglia Lacroix iniziò la produzione delle prime cartine disegnate specificatamente per il rollaggio. Nonostante il rapido successo, solamente nel 1736 François Lacroix acquistò la prima cartiera fondando la Lacroix Rolling Paper Company. Nel 1796, come si vede nel timbro riportato sulle cartine lunghe King Size, Napoleone garantì alla compagnia di Lacroix la licenza per rifornire di cartine le truppe.
Il nome Rizla deriva da uno dei componenti con cui venivano create le cartine, ovvero il riso. Lacroix creò più di una marca utilizzando questo prefisso: RIZ cartonato, RIZ di Cina, RIZ d'Arabia, RIZ blu (cartine colorate) e la più nota RIZLA+ (enigmatico riferimento al nome di famiglia, Lacroix, ovvero la croce). Rizla è inoltre la prima marca a creare una macchina tascabile per fare sigarette, nel 1928. Il nome RIZLA+ viene definitivamente adottato nel 1942, mentre le note cartine "King Size" nascono nel 1977. Attualmente la marca Rizla è di proprietà della compagnia inglese Imperial Tobacco. Rizla+ viene distribuita in Italia in esclusiva da Terzia S.p.A.